# São Vendelino
São Vendelino, amtlich portugiesisch Município de São Vendelino, ist eine Gemeinde in Südbrasilien im Bundesstaat Rio Grande do Sul. Die Bevölkerung wurde zum 1. Juli 2021 auf 2288 Einwohner geschätzt, die São-Vendelinenser genannt werden und auf einer Gemeindefläche von 32,1 km² leben. Die Stadt liegt rund 90 km von der Hauptstadt Porto Alegre entfernt in der Region des Caí-Tales. 
Seit dem Jahr 2003 hat São Vendelino eine Städtepartnerschaft mit der saarländischen Stadt St. Wendel.

## Geschichte
Nach dem Beginn der deutschen Einwanderung in Südbrasilien im Jahr 1824 wurde das Land zunächst von der kaiserlichen Regierung an die „Kolonisten“ vergeben. Um die Besiedelung des Landes zu beschleunigen, verkaufte die Regierung später dann auch Land an private Kolonisationsgesellschaften, die es dann wiederum an Einwanderer weiterverkauften.
Im Jahr 1855 kaufte die Gesellschaft Montravel, Silveira & Comp., die von dem französischen Compte de Montravel gegründet worden war, am Oberlauf des Forromeco-Flusses, dem Arroio Forromeco, einem Zufluss des Rio Caí, eine große Landfläche, um eine Privatkolonie einzurichten. Montravel warb Kolonisten aus Deutschland, der Schweiz, Holland, Belgien und Frankreich an. Die ersten Siedler waren einer 1924 erschienenen Veröffentlichung zufolge João Felipe Scheid, Antônio Kossmann, Antônio Ludwig, Nicolau Lermann (wahrscheinlich Lermen) und Nicolau Neis, der aus der saarländischen Gemeinde Theley im Landkreis St. Wendel stammte. Der offizielle Namen der Kolonie war Santa Maria de Soledade, die Einwanderer aus dem Landkreis St. Wendel nannten ihren Siedlungsbereich „St. Wendel“ bzw. in der portugiesischsprachigen Version São Vendelino. 
Nachdem Montravels Gesellschaft 1873 in wirtschaftliche Schwierigkeiten geraten war, wurde sie vom brasilianischen Kaiserreich übernommen und 1883 der 30 km entfernten Stadt Montenegro zugeschlagen. 1953 entschieden sich die Einwohner in einem Volksentscheid, dass sie zu der näher gelegenen Stadt São Sebastião do Caí gehören wollten. Von dort spaltete sich zunächst 1982 der Distrikt Bom Princípio als eigenständige Gemeinde ab. Am 29. April 1988 entschieden dann die Einwohner von São Vendelino, dass sie eigenständig werden wollen, seitdem ist São Vendelino eine eigenständige Gemeinde.

## Geografische Lage und Verkehrsanbindung
São Vendelino liegt am Forromeco-Fluss in einer Mittelgebirgslandschaft. Während das Zentrum 90 m über dem Meeresspiegel liegt, steigen die Berge westlich und östlich des Forromeco auf über 600 m an. São Vendelino liegt verkehrsgünstig an der RS-122, die von Porto Alegre an fast durchgehend vierspurig ausgebaut ist. 

## Wirtschaft
Ursprünglich war São Vendelino rein landwirtschaftlich geprägt, in den vergangenen 20 Jahren sind zahlreiche Industriebetriebe entstanden. Der wichtigste Industriezweig ist die Schuhindustrie, daneben gibt es u. a. metall- und holzverarbeitende Betriebe und ein Betonsteinwerk. Die Landwirtschaft wurde in den vergangenen Jahren stark industrialisiert, in den Bergen findet man Hühner- und Putenställe, wobei in einzelnen computergesteuerten Mastbetrieben mehr als 30.000 Tiere aufgezogen werden. Daneben gibt es aber immer noch Bauern, die mit dem Ochsengespann ihre Felder bearbeiten.
Eine zunehmende Bedeutung gewinnt der Tourismus in São Vendelino. So kommen viele Gleitschirmpiloten in die Stadt, um vom Teufelsberg (Morro do Diabo) mit ihren Paraglidern zu einem Flug zu starten. 
Und die Stadt ist – ähnlich wie die deutsche Partnerstadt St. Wendel – eine Mountain-Bike-Hochburg. Alljährlich finden hier Ende April die brasilianischen Meisterschaften in der Kategorie Downhill statt.

## Söhne und Töchter
- Aloísio Roque Oppermann (1936–2014), katholischer Geistlicher, Erzbischof von Uberaba

## Fotos von São Vendelino

Ortsansicht
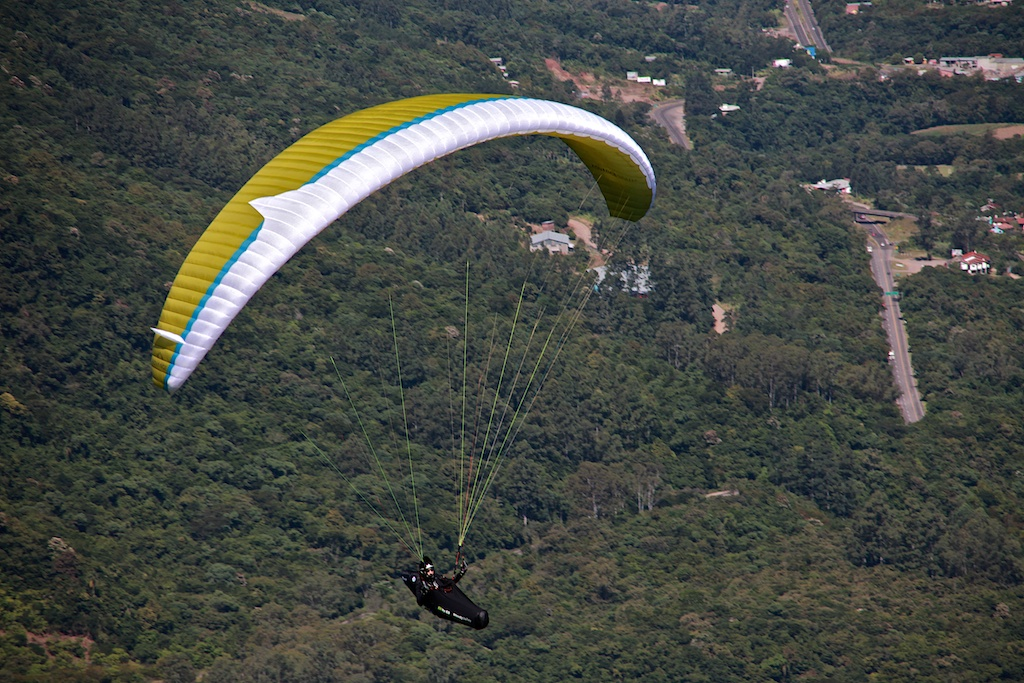
Flug über St.Wendel (Brasilien)
Mountain-Biker vor der Kirche
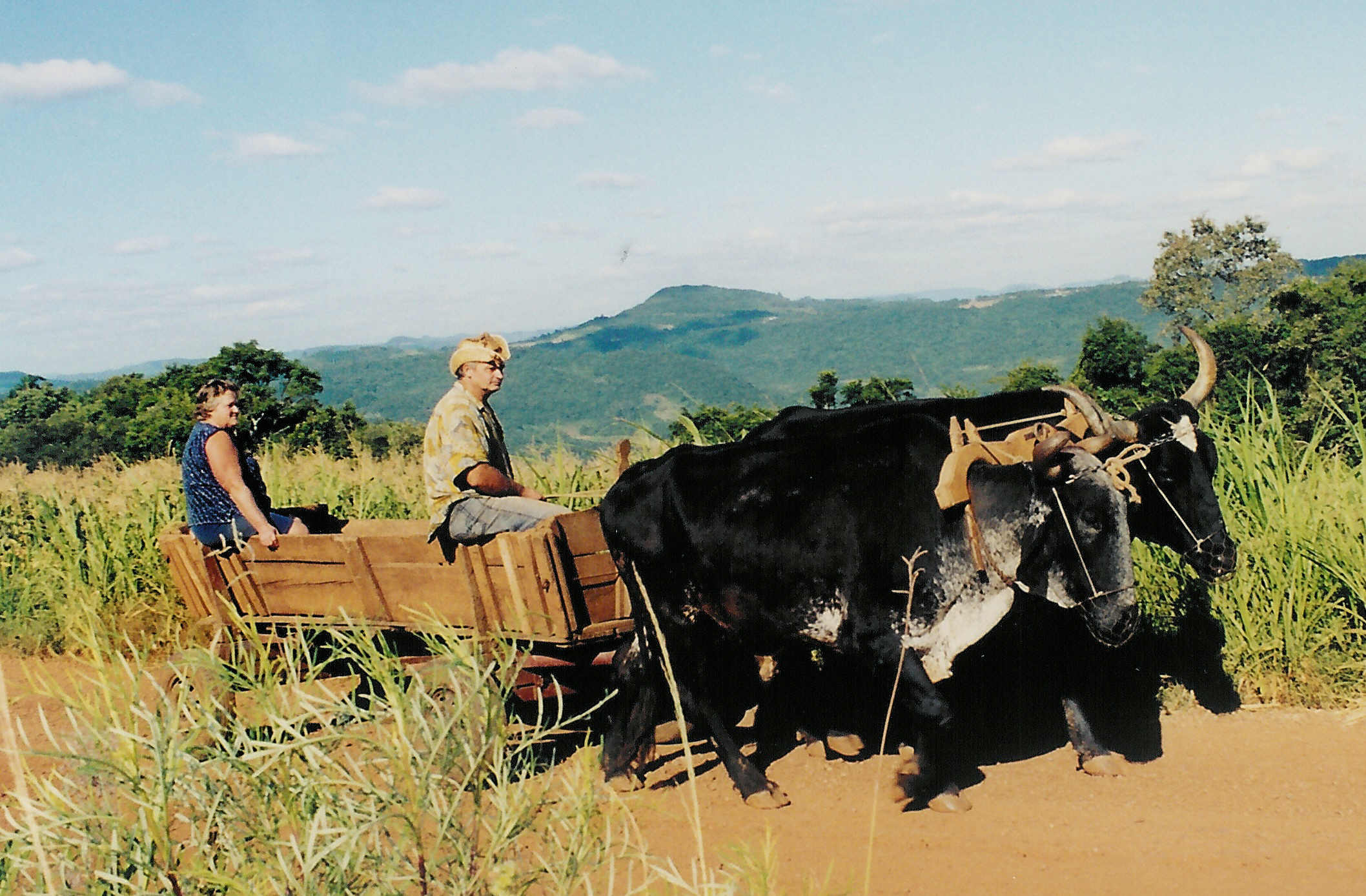
Ochsengespann in den Bergen
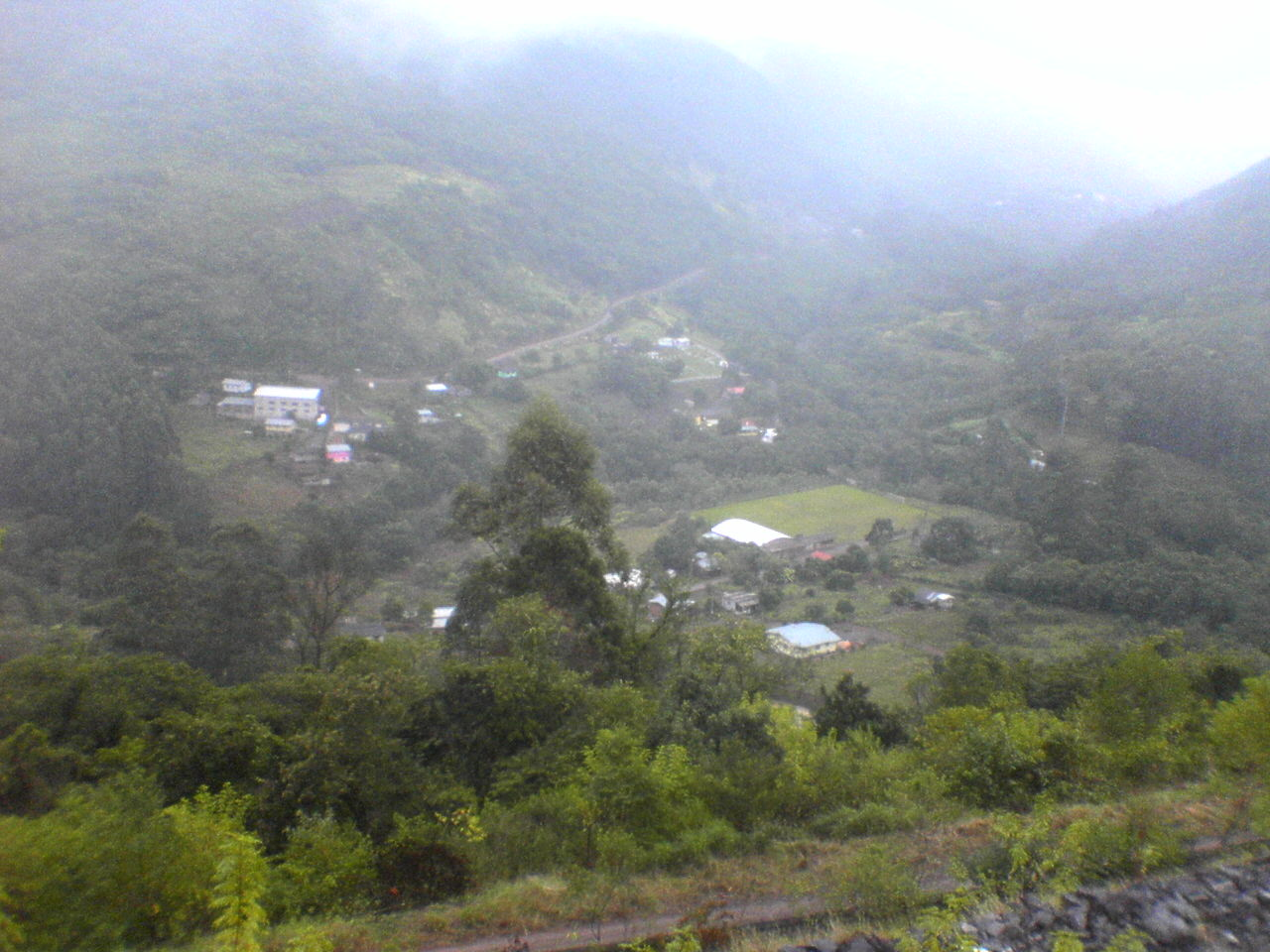
São Vendelino im Dunst der Berge